# Liga Mistrzów CONCACAF (2009/2010)
Liga Mistrzów CONCACAF 2009/2010 – czterdziesty piąty sezon najbardziej prestiżowego turnieju w północnoamerykańskiej klubowej piłce nożnej, drugi po reformie rozgrywek i przemianowaniu jej z Pucharu Mistrzów na Ligę Mistrzów.
W rozgrywkach wzięły udział dwadzieścia cztery drużyny z dziesięciu krajów. Zwycięzcą po raz czwarty w historii został meksykański CF Pachuca, po pokonaniu w dwumeczu finałowym innego zespołu z Meksyku – Cruz Azul. Tym samym zakwalifikował się na Klubowe Mistrzostwa Świata.

## Podział miejsc w rozgrywkach
| Lp. | Federacja             | Drużyny |
| --- | --------------------- | ------- |
| 1   | Meksyk                | 4       |
| 1   | Stany Zjednoczone     | 4       |
| 3   | CFU Club Championship | 3       |
| 4   | Gwatemala             | 2       |
| 4   | Honduras              | 2       |
| 4   | Kostaryka             | 2       |
| 4   | Panama                | 2       |
| 4   | Salwador              | 2       |
| 9   | Belize                | 1       |
| 9   | Kanada                | 1       |
| 9   | Nikaragua             | 1       |

## Uczestnicy
Lista uczestników Ligi Mistrzów CONCACAF 2009/2010 z wyszczególnieniem rund, w których dane drużyny rozpoczęły udział w rozgrywkach.
| Faza grupowa           | Faza grupowa          | Faza grupowa           | Faza grupowa                |
| ---------------------- | --------------------- | ---------------------- | --------------------------- |
| Toluca (L)             | Columbus Crew (L)     | Deportivo Saprissa (L) | Comunicaciones (L)          |
| Pumas UNAM (L)         | Houston Dynamo (L)    | Marathón (L)           | Isidro Metapán (L)          |
| Runda kwalifikacyjna   |                       |                        |                             |
| Cruz Azul (L)          | Deportivo Jalapa (L)  | Herediano (L)          | Toronto FC (P)              |
| Pachuca (L)            | Olimpia (L)           | Árabe Unido (L)        | W Connection (CFU)          |
| New York Red Bulls (L) | Real España (L)       | San Francisco (L)      | San Juan Jabloteh (CFU)     |
| D.C. United (P)        | Municipal Liberia (L) | Luis Ángel Firpo (L)   | Puerto Rico Islanders (CFU) |

## Runda kwalifikacyjna
| Drużyna 1                            | Wynik dwumeczu | Drużyna 2             | Pierwszy mecz | Drugi mecz  |
| ------------------------------------ | -------------- | --------------------- | ------------- | ----------- |
| D.C. United                          | 2:2 (k. 5:4)   | Luis Ángel Firpo      | 1:1           | 1:1 (dogr.) |
| Pachuca                              | 10:1           | Deportivo Jalapa      | 3:0           | 7:1         |
| Toronto FC                           | 0:1            | Puerto Rico Islanders | 0:1           | 0:0         |
| San Francisco                        | 2:3            | San Juan Jabloteh     | 2:0           | 0:3         |
| Municipal Liberia                    | 3:6            | Real España           | 3:0           | 0:6         |
| W Connection                         | 4:3            | New York Red Bulls    | 2:2           | 2:1         |
| Herediano                            | 2:6            | Cruz Azul             | 2:6           | 0:0         |
| Olimpia                              | 2:2 (br. wyj.) | Árabe Unido           | 2:1           | 0:1         |
| Po lewej gospodarz pierwszego meczu. |                |                       |               |             |

### Pierwsze mecze
| 28 lipca 2009 20:00 UTC-4 | D.C. United · Moreno 42' (k.) | 1:1(1:1) | Luis Ángel Firpo · 26' Benítez | RFK Stadium, Waszyngton Widzów: 8 026 Sędzia: Paul Delgadillo |
|                           |                               |          |                                |                                                               |

| 28 lipca 2009 21:00 UTC-5 | Pachuca · Cacho 42' · Caballero 57' · Giménez 76' | 3:0(1:0) | Deportivo Jalapa | Estadio Hidalgo, Pachuca Widzów: 10 000 Sędzia: Mark Geiger |
|                           |                                                   |          |                  |                                                             |

| 29 lipca 2009 20:00 UTC-4 | San Francisco · Vilarete 5' (k.) · Pérez 84' | 2:0(1:0) | San Juan Jabloteh | Estadio Agustín „Muquita” Sánchez, La Chorrera Widzów: 2 600 Sędzia: Walter López |
|                           |                                              |          |                   |                                                                                   |

| 29 lipca 2009 19:00 UTC-5 | Toronto FC | 0:1(0:0) | Puerto Rico Islanders · 67' Jagdeosingh | BMO Field, Toronto Widzów: 20 758 Sędzia: Hugo Cruz Alvarado |
|                           |            |          |                                         |                                                              |

| 29 lipca 2009 20:00 UTC-6 | Municipal Liberia · Umaña 43' (k.) · Alpízar 76', 89' | 3:0(1:0) | Real España | Estadio Alejandro Morera Soto, Alajuela Widzów: 675 Sędzia: Elmer Bonilla |
|                           |                                                       |          |             |                                                                           |

| 30 lipca 2009 20:00 UTC-4 | W Connection · Faña 40' · Hector 73' | 2:2(1:0) | New York Red Bulls · 48' Öbster · 61' (sam.) Joseph | Manny Ramjohn Stadium, Marabella Widzów: 6 500 Sędzia: Raymond Bogle |
|                           |                                      |          |                                                     |                                                                      |

| 30 lipca 2009 20:00 UTC-6 | Herediano · Herron 58' · Güity 77' | 2:6(0:1) | Cruz Azul · 2' Vela · 50', 56', 76' Orozco · 69' Villa · 88' Zeballos | Estadio Eladio Rosabal Cordero, Heredia Widzów: 1 237 Sędzia: Benigno Pineda |
|                           |                                    |          |                                                                       |                                                                              |

| 30 lipca 2009 20:00 UTC-6 | Olimpia · Jocimar 48' · Everaldo 56' | 2:1(0:1) | Árabe Unido · 18' Rodríguez | Estadio Tiburcio Carías Andino, Tegucigalpa Widzów: 2 000 Sędzia: Joel Aguilar |
|                           |                                      |          |                             |                                                                                |

### Rewanże
| 4 sierpnia 2009 20:00 UTC-4 | Puerto Rico Islanders | 0:0(0:0) | Toronto FC | Juan Ramón Loubriel Stadium, Bayamón Widzów: 6 000 Sędzia: Geoffrey Hospedales |
|                             |                       |          |            |                                                                                |

| 4 sierpnia 2009 20:00 UTC-6 | Deportivo Jalapa · Piñeyro 42' (k.) | 1:7(1:3) | Pachuca · 4' Giménez · 13', 36', 77' Mendívil · 50' Aguilar · 64' Benítez · 86' Caballero | Estadio Las Flores, Jalapa Widzów: 1 861 Sędzia: Wálter Quesada |
|                             |                                     |          |                                                                                           |                                                                 |

| 4 sierpnia 2009 20:00 UTC-6                       | Luis Ángel Firpo · Franco 39' (k.) | 1:1 (dogr.) k. 4:5(1:1, 1:1, 1:1)         | D.C. United · 42' Gómez | Estadio Cuscatlán, San Salvador Widzów: 11 000 Sędzia: Oscar Moncada |
|                                                   |                                    |                                           |                         |                                                                      |
|                                                   |                                    | Rzuty karne                               |                         |                                                                      |
| Alas · J. Sánchez · Merino · Salazar · C. Sánchez |                                    | Pontius · Szetela · Olsen · Burch · Gómez |                         |                                                                      |

| 5 sierpnia 2009 20:00 UTC-4 | New York Red Bulls · Wolyniec 19' | 1:2(1:2) | W Connection · 40', 45' Toussaint | Giants Stadium, East Rutherford Widzów: 6549 Sędzia: Paul Ward |
|                             |                                   |          |                                   |                                                                |

| 5 sierpnia 2009 21:00 UTC-5 | Cruz Azul | 0:0(0:0) | Herediano | Estadio Azul, Meksyk Widzów: 4311 Sędzia: Terry Vaughn |
|                             |           |          |           |                                                        |

| 6 sierpnia 2009 19:00 UTC-5 | Árabe Unido · Mendieta Jr. 27' | 1:0(1:0) | Olimpia | Estadio Agustín „Muquita” Sánchez, La Chorrera Widzów: 850 Sędzia: Roberto García Orozco |
|                             |                                |          |         |                                                                                          |

| 6 sierpnia 2009 20:00 UTC-4 | San Juan Jabloteh · Sam 30' · Oliver 62', 76' | 3:0(1:0) | San Francisco | Manny Ramjohn Stadium, Marabella Widzów: 2 000 Sędzia: Stanley Lancaster |
|                             |                                               |          |               |                                                                          |

| 6 sierpnia 2009 20:00 UTC-6 | Real España · Caetano 4', 90' · Pavón 18', 73', 80' · Peña 47' | 6:0(2:0) | Municipal Liberia | Estadio Olímpico Metropolitano, San Pedro Sula Widzów: 1 500 Sędzia: Roberto Moreno |
|                             |                                                                |          |                   |                                                                                     |

## Faza grupowa

### Grupa A
| Lp. | Drużyna         | M | Z | R | P | Bramki | Bramki | +/– | Pkt |
| --- | --------------- | - | - | - | - | ------ | ------ | --- | --- |
| 1   | Pachuca (A)     | 6 | 5 | 0 | 1 | 15     | 4      | +11 | 15  |
| 2   | Árabe Unido (A) | 6 | 3 | 1 | 2 | 13     | 9      | +4  | 10  |
| 3   | Houston Dynamo  | 6 | 2 | 1 | 3 | 9      | 8      | +1  | 7   |
| 4   | Isidro Metapán  | 6 | 1 | 0 | 5 | 3      | 19     | −16 | 3   |

|                | PAC | ARA | HOD | ISI |
| -------------- | --- | --- | --- | --- |
| Pachuca        | –   | 2:0 | 2:0 | 5:0 |
| Árabe Unido    | 4:1 | –   | 1:1 | 6:0 |
| Houston Dynamo | 0:1 | 5:1 | –   | 1:0 |
| Isidro Metapán | 0:4 | 0:1 | 3:2 | –   |

| 19 sierpnia 2009 20:00 UTC-4 | Houston Dynamo · Ching 68' | 1:0(0:0) | Isidro Metapán | Robertson Stadium, Houston Widzów: 7 997 Sędzia: Mauricio Morales |
|                              |                            |          |                |                                                                   |

| 19 sierpnia 2009 20:00 UTC-4 | Árabe Unido · Rodríguez 24' · Mendieta Jr. 45' · Mosquera 72' · Lewin 88' | 4:1(2:0) | Pachuca · 78' Aguilar | Estadio Agustín „Muquita” Sánchez, La Chorrera Widzów: 1 000 Sędzia: Terry Vaughn |
|                              |                                                                           |          |                       |                                                                                   |

| 25 sierpnia 2009 20:00 UTC-4 | Pachuca · Álvarez 13' · Mendívil 19', 55' · Torres 84' · Montes 90' | 5:0(2:0) | Isidro Metapán | Estadio Hidalgo, Pachuca Widzów: 14 000 Sędzia: Raymond Bogle |
|                              |                                                                     |          |                |                                                               |

| 26 sierpnia 2009 20:00 UTC-4 | Árabe Unido · Rodríguez 86' | 1:1(0:0) | Houston Dynamo · 69' Kamara | Estadio Agustín „Muquita” Sánchez, La Chorrera Widzów: 1 300 Sędzia: Neal Brizan |
|                              |                             |          |                             |                                                                                  |

| 15 września 2009 22:00 UTC-4 | Isidro Metapán | 0:1(0:0) | Árabe Unido · 90' Rodríguez | Estadio Jorge „Calero” Suárez, Metapán Widzów: 3 500 Sędzia: Baldomero Toledo |
|                              |                |          |                             |                                                                               |

| 16 września 2009 22:00 UTC-4 | Pachuca · Benítez 25' · Aguilar 74' | 2:0(1:0) | Houston Dynamo | Estadio Hidalgo, Pachuca Widzów: 18 000 Sędzia: Elmer Bonilla |
|                              |                                     |          |                |                                                               |

| 22 września 2009 22:00 UTC-4 | Houston Dynamo · Robinson 12' · Weaver 50' · Ashe 70' · Holden 74', 90' | 5:1(1:0) | Árabe Unido · 69' Rodríguez | Robertson Stadium, Houston Widzów: 6 938 Sędzia: Paul Delgadillo |
|                              |                                                                         |          |                             |                                                                  |

| 22 września 2009 22:00 UTC-4 | Isidro Metapán | 0:4(0:2) | Pachuca · 10', 82' Mendívil · 35' Brambila · 60' Benítez | Estadio Jorge „Calero” Suárez, Metapán Widzów: 2 268 Sędzia: Oscar Moncada |
|                              |                |          |                                                          |                                                                            |

| 29 września 2009 22:00 UTC-4 | Árabe Unido · Aguirre 29', 71' · Rodríguez 52', 73', 88' · McTaggart 80' | 6:0(1:0) | Isidro Metapán | Estadio Agustín „Muquita” Sánchez, La Chorrera Widzów: 2 250 Sędzia: Jair Marrufo |
|                              |                                                                          |          |                |                                                                                   |

| 29 września 2009 22:00 UTC-4 | Houston Dynamo | 0:1(0:1) | Pachuca · 23' Benítez | Robertson Stadium, Houston Widzów: 10 130 Sędzia: Roberto Moreno |
|                              |                |          |                       |                                                                  |

| 21 października 2009 20:00 UTC-4 | Pachuca · Mendívil 44', 54' | 2:0(1:0) | Árabe Unido | Estadio Hidalgo, Pachuca Widzów: 8 000 Sędzia: Joel Aguilar |
|                                  |                             |          |             |                                                             |

| 21 października 2009 22:00 UTC-4 | Isidro Metapán · Montes 7' · Canales 9' · Umaña 56' | 3:2(2:2) | Houston Dynamo · 27' Cameron · 45' Hall | Estadio Jorge „Calero” Suárez, Metapán Widzów: 1 200 Sędzia: Benigno Pineda |
|                                  |                                                     |          |                                         |                                                                             |

### Grupa B
| Lp. | Drużyna           | M | Z | R | P | Bramki | Bramki | +/– | Pkt |
| --- | ----------------- | - | - | - | - | ------ | ------ | --- | --- |
| 1   | Toluca (A)        | 6 | 4 | 1 | 1 | 15     | 4      | +11 | 13  |
| 2   | Marathón (A)      | 6 | 4 | 0 | 2 | 12     | 14     | −2  | 12  |
| 3   | D.C. United       | 6 | 3 | 1 | 2 | 12     | 8      | +4  | 10  |
| 4   | San Juan Jabloteh | 6 | 0 | 0 | 6 | 4      | 17     | −13 | 0   |

|                   | TOL | MAR | DCU | JAB |
| ----------------- | --- | --- | --- | --- |
| Toluca            | –   | 7:0 | 1:1 | 3:0 |
| Marathón          | 2:0 | –   | 3:1 | 3:1 |
| D.C. United       | 1:3 | 3:0 | –   | 5:1 |
| San Juan Jabloteh | 0:1 | 2:4 | 0:1 | –   |

| 18 sierpnia 2009 22:00 UTC-4 | Marathón · Martínez 23' · Palacios 83' · Berríos 87' (k.) | 3:1(1:0) | D.C. United · 48' Luciano Emílio | Estadio Olímpico Metropolitano, San Pedro Sula Widzów: 3 658 Sędzia: Elmer Bonilla |
|                              |                                                           |          |                                  |                                                                                    |

| 20 sierpnia 2009 20:00 UTC-4 | San Juan Jabloteh | 0:1(0:1) | Toluca · 9' Nava | Manny Ramjohn Stadium, Marabella Widzów: 700 Sędzia: Wálter Quesada |
|                              |                   |          |                  |                                                                     |

| 26 sierpnia 2009 20:00 UTC-4 | D.C. United · Pontius 47' | 1:3(0:1) | Toluca · 5' Marín · 78', 85' Mancilla | RFK Stadium, Waszyngton Widzów: 8 834 Sędzia: Courtney Campbell |
|                              |                           |          |                                       |                                                                 |

| 26 sierpnia 2009 22:00 UTC-4 | Marathón · Berríos 10' · Sabillón 86' · Martínez 90' | 3:1(1:1) | San Juab Jabloteh · 44' (k.) Williams | Estadio Olímpico Metropolitano, San Pedro Sula Widzów: 4 000 Sędzia: Paul Delgadillo |
|                              |                                                      |          |                                       |                                                                                      |

| 15 września 2009 20:00 UTC-4 | San Juan Jabloteh | 0:1(0:1) | D.C. United · 14' (k.) Gómez | Hasely Crawford Stadium, Port-of-Spain Widzów: 2 000 Sędzia: Trevor Taylor |
|                              |                   |          |                              |                                                                            |

| 17 września 2009 20:00 UTC-4 | Toluca · Brizuela 13' · de la Torre 14', 68' · Nava 47', 90' · Marín 82' · Esquivel 88' | 7:0(2:0) | Marathón | Estadio Nemesio Díez, Toluca Widzów: 10 000 Sędzia: Carlos Batres |
|                              |                                                                                         |          |          |                                                                   |

| 23 września 2009 22:00 UTC-4 | Toluca · Brizuela 28' · Zárate 65' · Calderón 78' | 3:0(1:0) | San Juan Jabloteh | Estadio Nemesio Díez, Toluca Widzów: 8 000 Sędzia: Luis Rodríguez de la Rosa |
|                              |                                                   |          |                   |                                                                              |

| 24 września 2009 20:00 UTC-4 | D.C. United · Luciano Emílio 47', 71' · Moreno 55' | 3:0(0:0) | Marathón | RFK Stadium, Waszyngton Widzów: 5 280 Sędzia: Silviu Petrescu |
|                              |                                                    |          |          |                                                               |

| 30 września 2009 20:00 UTC-4 | D.C. United · Gómez 13', 69' · Fred 30' · Khumalo 43', 90' | 5:1(3:0) | San Juan Jabloteh · 83' Britto | RFK Stadium, Waszyngton Widzów: 3 411 Sędzia: Germán Arredondo |
|                              |                                                            |          |                                |                                                                |

| 1 października 2009 22:00 UTC-4 | Marathón · Martínez 9' (k.) · Mejía 35' | 2:0(2:0) | Toluca | Estadio Olímpico Metropolitano, San Pedro Sula Widzów: 1 483 Sędzia: Walter López |
|                                 |                                         |          |        |                                                                                   |

| 20 października 2009 20:00 UTC-4 | Toluca · López 62' (k.) | 1:1(0:1) | D.C. United · 5' Pontius | Estadio Nemesio Díez, Toluca Widzów: 9 909 Sędzia: Geoffrey Hospedales |
|                                  |                         |          |                          |                                                                        |

| 22 października 2009 22:00 UTC-4 | San Juan Jabloteh · Glen 42' · Mulraine 74' | 2:4(1:1) | Marathón · 26' Martínez · 47', 69', 81' Palacios | Hasely Crawford Stadium, Port-of-Spain Widzów: 5 000 Sędzia: Marco Rodríguez |
|                                  |                                             |          |                                                  |                                                                              |

### Grupa C
| Lp. | Drużyna               | M | Z | R | P | Bramki | Bramki | +/– | Pkt |
| --- | --------------------- | - | - | - | - | ------ | ------ | --- | --- |
| 1   | Cruz Azul (A)         | 6 | 5 | 1 | 0 | 16     | 4      | +12 | 16  |
| 2   | Columbus Crew (A)     | 6 | 2 | 2 | 2 | 5      | 9      | −4  | 8   |
| 3   | Deportivo Saprissa    | 6 | 1 | 2 | 3 | 6      | 8      | −2  | 5   |
| 4   | Puerto Rico Islanders | 6 | 0 | 3 | 3 | 6      | 12     | −6  | 3   |

|                       | CAZ | CRE | SAP | PRI |
| --------------------- | --- | --- | --- | --- |
| Cruz Azul             | –   | 5:0 | 2:0 | 2:0 |
| Columbus Crew         | 0:2 | –   | 1:1 | 2:0 |
| Deportivo Saprissa    | 1:2 | 0:1 | –   | 3:1 |
| Puerto Rico Islanders | 3:3 | 1:1 | 1:1 | –   |

| 18 sierpnia 2009 20:00 UTC-4 | Columbus Crew · Lenhart 58' · Rogers 79' | 2:0(0:0) | Puerto Rico Islanders | Mapfre Stadium, Columbus Widzów: 6 000 Sędzia: Roberto Moreno |
|                              |                                          |          |                       |                                                               |

| 19 sierpnia 2009 22:00 UTC-4 | Cruz Azul · Riveros 14' · Huiqui 36' | 2:0(2:0) | Deportivo Saprissa | Estadio Azul, Meksyk Widzów: 9 217 Sędzia: Courtney Campbell |
|                              |                                      |          |                    |                                                              |

| 25 sierpnia 2009 22:00 UTC-4 | Deportivo Saprissa · Arrieta 34' · Centeno 39' · Alonso 48' | 3:1(2:1) | Puerto Rico Islanders · 25' Mediate | Estadio Ricardo Saprissa Aymá, San José Widzów: 4 000 Sędzia: Luis Rodríguez de la Rosa |
|                              |                                                             |          |                                     |                                                                                         |

| 26 sierpnia 2009 22:00 UTC-4 | Cruz Azul · Lozano 3', 81' (k.), 87' · Núñez 8' · Marshall 47' (sam.) | 5:0(2:0) | Columbus Crew | Estadio Azul, Meksyk Widzów: 2 669 Sędzia: Oscar Moncada |
|                              |                                                                       |          |               |                                                          |

| 15 września 2009 20:00 UTC-4 | Puerto Rico Islanders · Arrieta 33' · Noël 39' · Addlery 44' | 3:3(3:1) | Cruz Azul · 33', 65' Zeballos · 85' Orozco | Juan Ramón Loubriel Stadium, Bayamón Widzów: 3000 Sędzia: Stanley Lancaster |
|                              |                                                              |          |                                            |                                                                             |

| 16 września 2009 22:00 UTC-4 | Deportivo Saprissa | 0:1(0:1) | Columbus Crew · 5' Gaven | Estadio Ricardo Saprissa Aymá, San José Widzów: 5 600 Sędzia: Roberto García Orozco |
|                              |                    |          |                          |                                                                                     |

| 22 września 2009 20:00 UTC-4 | Puerto Rico Islanders · Hansen 72' | 1:1(0:0) | Deportivo Saprissa · 89' Waston | Juan Ramón Loubriel Stadium, Bayamón Widzów: 3 100 Sędzia: Raymond Bogle |
|                              |                                    |          |                                 |                                                                          |

| 23 września 2009 20:00 UTC-4 | Columbus Crew | 0:2(0:2) | Cruz Azul · 14' Zeballos · 39' Vela | Mapfre Stadium, Columbus Widzów: 7 921 Sędzia: Geoffrey Hospedales |
|                              |               |          |                                     |                                                                    |

| 30 września 2009 20:00 UTC-4 | Columbus Crew · Rogers 27' (k.) | 1:1(1:0) | Deportivo Saprissa · 90' Robinson | Mapfre Stadium, Columbus Widzów: 5 715 Sędzia: Mauricio Morales |
|                              |                                 |          |                                   |                                                                 |

| 29 września 2009 20:00 UTC-4 | Cruz Azul · Ortiz 6' · Villa 52' | 2:0(1:0) | Puerto Rico Islanders | Estadio Azul, Meksyk Widzów: 2 521 Sędzia: Paul Ward |
|                              |                                  |          |                       |                                                      |

| 20 października 2009 20:00 UTC-4 | Puerto Rico Islanders · Delgado 33' | 1:1(1:0) | Columbus Crew · 74' Rentería | Juan Ramón Loubriel Stadium, Bayamón Widzów: 300 Sędzia: Elmer Bonilla |
|                                  |                                     |          |                              |                                                                        |

| 20 października 2009 20:00 UTC-4 | Deportivo Saprissa · Waston 44' | 1:2(1:0) | Cruz Azul · 55' Núñez · 82' Zeballos | Estadio Ricardo Saprissa Aymá, San José Widzów: 6 000 Sędzia: Ricardo Zelaya |
|                                  |                                 |          |                                      |                                                                              |

### Grupa D
| Lp. | Drużyna            | M | Z | R | P | Bramki | Bramki | +/– | Pkt |
| --- | ------------------ | - | - | - | - | ------ | ------ | --- | --- |
| 1   | Pumas UNAM (A)     | 6 | 4 | 1 | 1 | 15     | 6      | +9  | 13  |
| 2   | Comunicaciones (A) | 6 | 3 | 0 | 3 | 6      | 8      | −2  | 9   |
| 3   | W Connection       | 6 | 2 | 1 | 3 | 10     | 9      | +1  | 7   |
| 4   | Real España        | 6 | 2 | 0 | 4 | 6      | 14     | −8  | 6   |

|                | PUM | COM | WCO | ESP |
| -------------- | --- | --- | --- | --- |
| Pumas UNAM     | –   | 1:0 | 2:1 | 4:0 |
| Comunicaciones | 2:1 | –   | 0:3 | 2:0 |
| W Connection   | 2:2 | 1:2 | –   | 3:2 |
| Real España    | 1:5 | 2:0 | 1:0 | –   |

| 18 sierpnia 2009 22:00 UTC-4 | Pumas UNAM · Fuentes 70' | 1:0(0:0) | Comunicaciones | Estadio Olímpico Universitario, Meksyk Widzów: 7 000 Sędzia: Benigno Pineda |
|                              |                          |          |                |                                                                             |

| 20 sierpnia 2009 22:00 UTC-4 | Real España · Martínez 11' | 1:0(1:0) | W Connection | Estadio Olímpico Metropolitano, San Pedro Sula Widzów: 5 000 Sędzia: Walter López |
|                              |                            |          |              |                                                                                   |

| 27 sierpnia 2009 20:00 UTC-4 | W Connection · Leon 75' | 1:2(0:1) | Comunicaciones · 31' Montepeque · 80' (k.) Fonseca | Manny Ramjohn Stadium, Marabella Widzów: 2 300 Sędzia: Ricardo Salazar |
|                              |                         |          |                                                    |                                                                        |

| 27 sierpnia 2009 22:00 UTC-4 | Real España · Caetano 52' | 1:5(0:2) | Pumas UNAM · 12' Barrera · 45' Chiapas · 64', 68', 83' López | Estadio Olímpico Metropolitano, San Pedro Sula Widzów: 6 288 Sędzia: Ricardo Cerdas |
|                              |                           |          |                                                              |                                                                                     |

| 16 września 2009 20:00 UTC-4 | W Connection · Faña 21' · Pereira 89' | 2:2(1:0) | Pumas UNAM · 87' Rosales · 90' Palencia | Manny Ramjohn Stadium, Marabella Widzów: 1 600 Sędzia: Mark Geiger |
|                              |                                       |          |                                         |                                                                    |

| 17 września 2009 22:00 UTC-4 | Comunicaciones · Fonseca 35', 89' | 2:0(1:0) | Real España | Estadio Cementos Progreso, Gwatemala Widzów: 8 078 Sędzia: Benito Archundia |
|                              |                                   |          |             |                                                                             |

| 23 września 2009 22:00 UTC-4 | Comunicaciones | 0:3(0:0) | W Connection · 46', 54', 76' Faña | Estadio Cementos Progreso, Gwatemala Widzów: 6 662 Sędzia: Wálter Quesada |
|                              |                |          |                                   |                                                                           |

| 24 września 2009 22:00 UTC-4 | Pumas UNAM · Íñiguez 21', 61' · Rosales 40' · Cortés 82' | 4:0(2:0) | Real España | Estadio Olímpico Universitario, Meksyk Widzów: 5 321 Sędzia: Elmar Rodas |
|                              |                                                          |          |             |                                                                          |

| 30 września 2009 20:00 UTC-4 | Pumas UNAM · Palencia 68' · Rojas 86' | 2:1(0:0) | W Connection · 61' Viveros | Estadio Olímpico Universitario, Meksyk Widzów: 3 614 Sędzia: Raymond Bogle |
|                              |                                       |          |                            |                                                                            |

| 30 września 2009 22:00 UTC-4 | Real España · Thompson 9' (sam.) · Pavón 15' | 2:0(2:0) | Comunicaciones | Estadio Francisco Morazán, San Pedro Sula Widzów: 800 Sędzia: Roberto García Orozco |
|                              |                                              |          |                |                                                                                     |

| 21 października 2009 20:00 UTC-4 | W Connection · Diaz 6', 9' · Seabra Filho 65' | 3:2(2:1) | Real España · 45' Caetano · 57' Pavón | Manny Ramjohn Stadium, Marabella Widzów: 1 000 Sędzia: Trevor Taylor |
|                                  |                                               |          |                                       |                                                                      |

| 22 października 2009 22:00 UTC-4 | Comunicaciones · Thompson 5' · Montepeque 23' | 2:1(2:1) | Pumas UNAM · 35' González | Estadio Cementos Progreso, Gwatemala Widzów: 6 070 Sędzia: Luis Rodríguez de la Rosa |
|                                  |                                               |          |                           |                                                                                      |

## Faza pucharowa

### Drabinka
|  | Ćwierćfinały | Ćwierćfinały   | Ćwierćfinały | Ćwierćfinały | Ćwierćfinały |   |   | Półfinały  | Półfinały | Półfinały | Półfinały | Półfinały |  |  | Finał | Finał     | Finał | Finał | Finał |
|  |              |                |              |              |              |   |   |            |           |           |           |           |  |  |       |           |       |       |       |
|  | B2           | Marathón       | 2            | 1            | 3            |   |   |            |           |           |           |           |  |  |       |           |       |       |       |
|  | D1           | Pumas UNAM     | 0            | 6            | 6            |   |   |            |           |           |           |           |  |  |       |           |       |       |       |
|  | D1           | Pumas UNAM     | 0            | 6            | 6            |   |   | Pumas UNAM | 1         | 0         | 1         |           |  |  |       |           |       |       |       |
|  |              |                |              |              |              |   |   | Pumas UNAM | 1         | 0         | 1         |           |  |  |       |           |       |       |       |
|  |              |                | Cruz Azul    | 0            | 5            | 5 |   |            |           |           |           |           |  |  |       |           |       |       |       |
|  | A2           | Árabe Unido    | Cruz Azul    | 0            | 5            | 5 | 0 | 0          | 0         |           |           |           |  |  |       |           |       |       |       |
|  | A2           | Árabe Unido    |              |              |              |   | 0 | 0          | 0         |           |           |           |  |  |       |           |       |       |       |
|  | C1           | Cruz Azul      | 1            | 3            | 4            |   |   |            |           |           |           |           |  |  |       |           |       |       |       |
|  |              |                |              |              |              |   |   |            |           |           |           |           |  |  |       | Cruz Azul | 2     | 0     | 2     |
|  |              |                |              | Pachuca      | 1            | 1 | 2 |            |           |           |           |           |  |  |       |           |       |       |       |
|  | C2           | Columbus Crew  | 2            | 2            | 4            |   |   |            |           |           |           |           |  |  |       |           |       |       |       |
|  | B1           | Toluca         | 2            | 3            | 5            |   |   |            |           |           |           |           |  |  |       |           |       |       |       |
|  | B1           | Toluca         | 2            | 3            | 5            |   |   | Toluca     | 1         | 0         | 1         |           |  |  |       |           |       |       |       |
|  |              |                |              |              |              |   |   | Toluca     | 1         | 0         | 1         |           |  |  |       |           |       |       |       |
|  |              |                | Pachuca      | 1            | 1            | 2 |   |            |           |           |           |           |  |  |       |           |       |       |       |
|  | D2           | Comunicaciones | Pachuca      | 1            | 1            | 2 | 1 | 1          | 2         |           |           |           |  |  |       |           |       |       |       |
|  | D2           | Comunicaciones |              |              |              |   | 1 | 1          | 2         |           |           |           |  |  |       |           |       |       |       |
|  | A1           | Pachuca        | 1            | 2            | 3            |   |   |            |           |           |           |           |  |  |       |           |       |       |       |

### Ćwierćfinały
| Drużyna 1                            | Wynik dwumeczu | Drużyna 2  | Pierwszy mecz | Drugi mecz |
| ------------------------------------ | -------------- | ---------- | ------------- | ---------- |
| Marathón                             | 3:6            | Pumas UNAM | 2:0           | 1:6        |
| Árabe Unido                          | 0:4            | Cruz Azul  | 0:1           | 0:3        |
| Columbus Crew                        | 4:5            | Toluca     | 2:2           | 2:3        |
| Comunicaciones                       | 2:3            | Pachuca    | 1:1           | 1:2        |
| Po lewej gospodarz pierwszego meczu. |                |            |               |            |

#### Pierwsze mecze
| 9 marca 2010 20:00 UTC-4 | Columbus Crew · Lenhart 66', 84' | 2:2(0:2) | Toluca · 19' Sinha · 45' Ríos | Mapfre Stadium, Columbus Widzów: 4 400 Sędzia: Courtney Campbell |
|                          |                                  |          |                               |                                                                  |

| 10 marca 2010 20:00 UTC-4 | Marathón · Martínez 18' (k.) · Mejía 54' (k.) | 2:0(1:0) | Pumas UNAM | Estadio Olímpico Metropolitano, San Pedro Sula Widzów: 12 297 Sędzia: Wálter Quesada |
|                           |                                               |          |            |                                                                                      |

| 10 marca 2010 22:00 UTC-4 | Comunicaciones · Fonseca 73' | 1:1(0:1) | Pachuca · 1' Aguilar | Estadio Cementos Progreso, Gwatemala Widzów: 7 438 Sędzia: Roberto Moreno |
|                           |                              |          |                      |                                                                           |

| 11 marca 2010 20:00 UTC-4 | Árabe Unido | 0:1(0:0) | Cruz Azul · 70' Riveros | Estadio Agustín „Muquita” Sánchez, La Chorrera Widzów: 2 500 Sędzia: Walter López |
|                           |             |          |                         |                                                                                   |

#### Rewanże
| 16 marca 2010 22:00 UTC-4 | Pachuca · Aguilar 72' · Montes 88' | 2:1(0:0) | Comunicaciones · 75' (k.) Fonseca | Estadio Hidalgo, Pachuca Widzów: 13 000 Sędzia: Terry Vaughn |
|                           |                                    |          |                                   |                                                              |

| 17 marca 2010 20:00 UTC-4 | Toluca · Mancilla 47' (k.) · Sinha 57', 72' | 3:2(0:1) | Columbus Crew · 45' (k.), 70' Barros Schelotto | Estadio Nemesio Díez, Toluca Widzów: 6 946 Sędzia: Paul Ward |
|                           |                                             |          |                                                |                                                              |

| 17 marca 2010 22:00 UTC-4 | Cruz Azul · Orozco 50', 75' · Villaluz 63' | 3:0(0:0) | Árabe Unido | Estadio Azul, Meksyk Widzów: 3 140 Sędzia: Benigno Pineda |
|                           |                                            |          |             |                                                           |

| 18 marca 2010 22:00 UTC-4 | Pumas UNAM · Barrera 8' · Íñiguez 21', 35' · Bravo 50' · Palencia 62', 90' | 6:1(3:0) | Marathón · 52' (sam.) Chiapas | Estadio Olímpico Universitario, Meksyk Widzów: 8 500 Sędzia: Neal Brizan |
|                           |                                                                            |          |                               |                                                                          |

### Półfinały
| Drużyna 1                            | Wynik dwumeczu | Drużyna 2 | Pierwszy mecz | Drugi mecz |
| ------------------------------------ | -------------- | --------- | ------------- | ---------- |
| Pumas UNAM                           | 1:5            | Cruz Azul | 1:0           | 0:5        |
| Toluca                               | 1:2            | Pachuca   | 1:1           | 0:1        |
| Po lewej gospodarz pierwszego meczu. |                |           |               |            |

#### Pierwsze mecze
| 30 marca 2010 22:00 UTC-4 | Toluca · Dueñas 77' | 1:1(0:1) | Pachuca · 34' Cvitanich | Estadio Nemesio Díez, Toluca Widzów: 13 898 Sędzia: Ricardo Arellano |
|                           |                     |          |                         |                                                                      |

| 31 marca 2010 22:00 UTC-4 | Pumas UNAM · Barrera 24' | 1:0(1:0) | Cruz Azul | Estadio Olímpico Universitario, Meksyk Widzów: 32 177 Sędzia: José Alfredo Peñaloza |
|                           |                          |          |           |                                                                                     |

#### Rewanże
| 6 kwietnia 2010 22:00 UTC-4 | Cruz Azul · Riveros 36' · Cervantes 74' · Cortés 76' · Chávez 83' · Lugo 90' | 5:0(1:0) | Pumas UNAM | Estadio Azul, Meksyk Widzów: 28 900 Sędzia: Mauricio Morales |
|                             |                                                                              |          |            |                                                              |

| 7 kwietnia 2010 20:00 UTC-4 | Pachuca · de la Torre 5' (sam.) | 1:0(1:0) | Toluca | Estadio Hidalgo, Pachuca Widzów: 25 000 Sędzia: Roberto García Orozco |
|                             |                                 |          |        |                                                                       |

### Finał
| Drużyna 1                            | Wynik dwumeczu | Drużyna 2 | Pierwszy mecz | Drugi mecz |
| ------------------------------------ | -------------- | --------- | ------------- | ---------- |
| Cruz Azul                            | 2:2 (br. wyj.) | Pachuca   | 2:1           | 0:1        |
| Po lewej gospodarz pierwszego meczu. |                |           |               |            |

| 21 kwietnia 2010 22:00 UTC-4 | Cruz Azul · Villa 20' · Rodríguez 24' (sam.) | 2:1(2:0) | Pachuca · 69' Álvarez | Estadio Azul, Meksyk Widzów: 16 186 Sędzia: Benito Archundia |
|                              |                                              |          |                       |                                                              |

| 28 kwietnia 2010 20:00 UTC-4 | Pachuca · Benítez 90' | 1:0(0:0) | Cruz Azul | Estadio Hidalgo, Pachuca Widzów: 26 500 Sędzia: Marco Rodríguez |
|                              |                       |          |           |                                                                 |

## Klasyfikacja strzelców
| Pozycja | Zawodnik          | Zespół         | Mecze         | Bramki | Minuty na boisku |
| ------- | ----------------- | -------------- | ------------- | ------ | ---------------- |
| 1.      | Ulises Mendívil   | Pachuca        | 11            | 9      | 677'             |
| 2.      | Orlando Rodríguez | Tauro          | 9             | 8      | 712'             |
| 3.      | Javier Orozco     | Cruz Azul      | 10            | 6      | 702'             |
| 4.      | Pablo Zeballos    | Cruz Azul      | 8             | 5      | 473'             |
| 4.      | Jonathan Faña     | W Connection   | 7             | 5      | 515'             |
| 4.      | Walter Martínez   | Marathón       | 8             | 5      | 699'             |
| 4.      | Rolando Fonseca   | Comunicaciones | 8             | 5      | 720'             |
| 4.      | Carlos Pavón      | Real España    | 8             | 5      | 720'             |
| 4.      | Paul Aguilar      | Pachuca        | 9             | 5      | 775'             |
| 4.      | Edgar Benítez     | Pachuca        | 13            | 5      | 821'             |
| 11.     | 5 zawodników      | 5 zawodników   | 5 zawodników  | 4      |                  |
| 16.     | 10 zawodników     | 10 zawodników  | 10 zawodników | 3      |                  |
| 26.     | 23 zawodników     | 23 zawodników  | 23 zawodników | 2      |                  |
| 49.     | 78 zawodników     | 78 zawodników  | 78 zawodników | 1      |                  |

Źródło: